# Olmeto
Olmeto är en kommun i departementet Corse-du-Sud på ön Korsika i Frankrike. Kommunen ligger  i kantonen Olmeto som tillhör arrondissementet Sartène. År 2022 hade Olmeto 1 265 invånare.

## Befolkningsutveckling
Antalet invånare i kommunen Olmeto
Referens:INSEE